# Hide (areal)
 For alternative betydninger, se Hide. (Se også artikler, som begynder med Hide)
En hide er en arealenhed brugt i England. Oprindeligt betegnede det et areal, der var nok til at understøtte en husholdning, men senere i det Angelsaksisk England blev det en enhed brugt til at beskrive det stykke jord, der skulle betales danegæld af.
Danegælden blev beregnet ud fra et fastsat beløb per hide. Efter den normanniske erobring af England blev enheden brugt i Domesday Book fra 1086. Normanniske konger brugt fortsat enheden (med ændringer) frem til slutningen af 12. århundrede.
En hide var ikke noget fastsat landareal.